# Juliet Aubrey
Juliet Aubrey, född 17 december 1966 i Fleet, Hampshire, är en brittisk skådespelare.
Aubrey har bland annat medverkat i TV-serierna Professor T och Primeval. Hon har även medverkat i filmen Fallen från 2016.

## Filmografi (i urval)
- 1998 – Still Crazy
- 2003 – The Mayor of Casterbridge (TV-serie)
- 2007 – Primeval (TV-serie)
- 2013 – The White Queen (TV-serie)
- 2016 – Fallen
- 2017–2018 – Snatch (TV-serie)
- 2021–2022 – Professor T (TV-serie)